# 圣母圣心主教座堂 (顺化市)
圣母圣心主教座堂（Immaculate Heart of Mary Cathedral）又名府甘教堂（英语：Phủ Cam Cathedral）是天主教顺化总教区的主教座堂，位于越南中部顺化市。这是该市最大的教堂之一。

## 历史
教堂在一座小山上，那里原来是一个橘园。 工程开始于1963年，2000年又进行了增建。 教堂采用现代建筑风格，由建筑师吳曰樹(Ngô Viết Thụ,1926年 - 2000年)设计。在四个靠近墙壁的角落，各有三根支撑的混凝土柱子，并逐渐弯曲，这样在建筑内部形成相当大的空间。教堂的内部按照罗马天主教的传统建造。教堂的上部有两排花窗玻璃。里面的圆形柱子上，有一个由钢和混凝土制成的十字架。在教堂一个圆形的小空间，有一个大理石祭坛。这栋建筑向左右两翼延伸；前任总主教Philippe Nguyên-Kim-Diên （1921-1988 年）的坟墓在左边，右边是一位圣徒的祭台。教堂前面有两尊雕像：右边是Saint Phero，左边是圣保禄和教区的其他传教士。旅游部这样描述府柑教堂：“府甘教堂的开放空间看起来像一个张开口的龙，府甘教堂垂指向天空，非常纯净，充满了艺术和宗教气。”。
教堂的建造花了近40年的时间。1960年，拆除旧堂，开始建造新教堂。在施工期间，发生了一次政变，总统吴廷琰被军人杀死，吳廷俶总主教当时正在罗马，参加第二次梵蒂冈大公会议，由于政治局势，无法返回越南。1968年，在新春攻勢期间，它因轰炸而严重受损，当时施工仍在进行。1975年之后，工程被推迟并最终废弃。2000年5月，工程终于竣工，在2000年6月28日和29日圣伯多禄和圣保禄瞻礼日举行了正式祝圣典礼。圣伯多禄和圣保禄是该堂的主保圣人。
1925年5月20日，罗马天主教廷在越南设立的梵蒂冈驻越南办事处，负责越南、泰国、柬埔寨和老挝四国事务，就毗邻府甘教堂。该堂在建新堂时已经拆除。1951年，办事处迁至河内。
1968年2月，400多名南越政权的支持者被越南南方民族解放陣線在大教堂围捕，带往小溪边枪杀。
2014年10月8日，黎文洪总主教（Francis Xavier Lê Văn Hồng）主持了新主教府落成的剪彩和祝福仪式。它是用当地和海外的捐助建造的。